# Thalictrum tuberosum
Thalictrum tuberosum är en ranunkelväxtart som beskrevs av Carl von Linné. Thalictrum tuberosum ingår i släktet rutor, och familjen ranunkelväxter. Inga underarter finns listade i Catalogue of Life.

## Bildgalleri

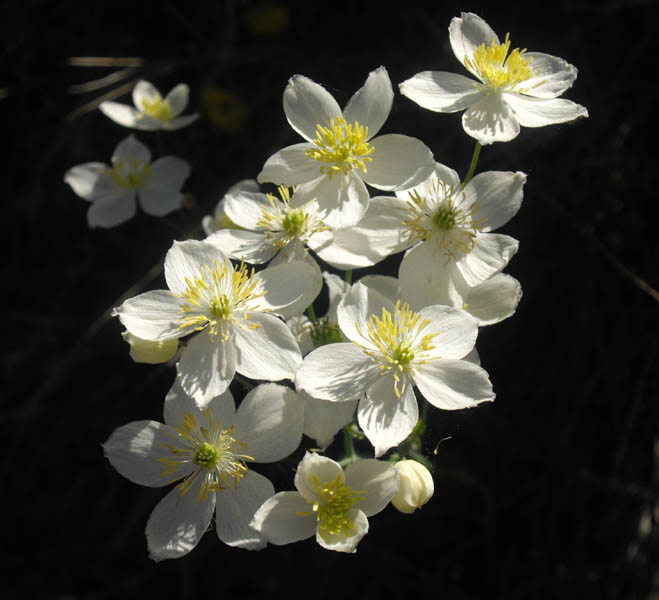
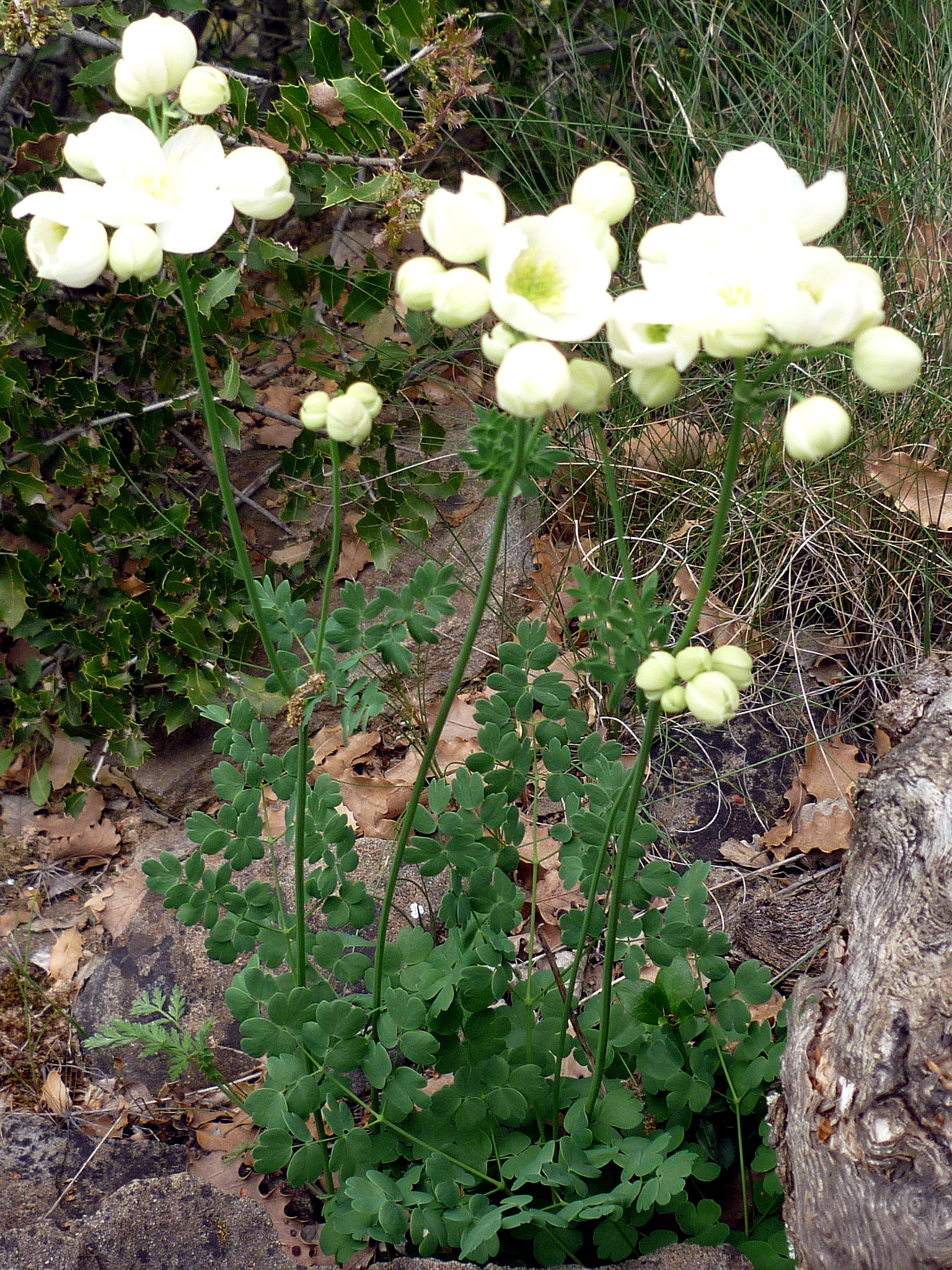
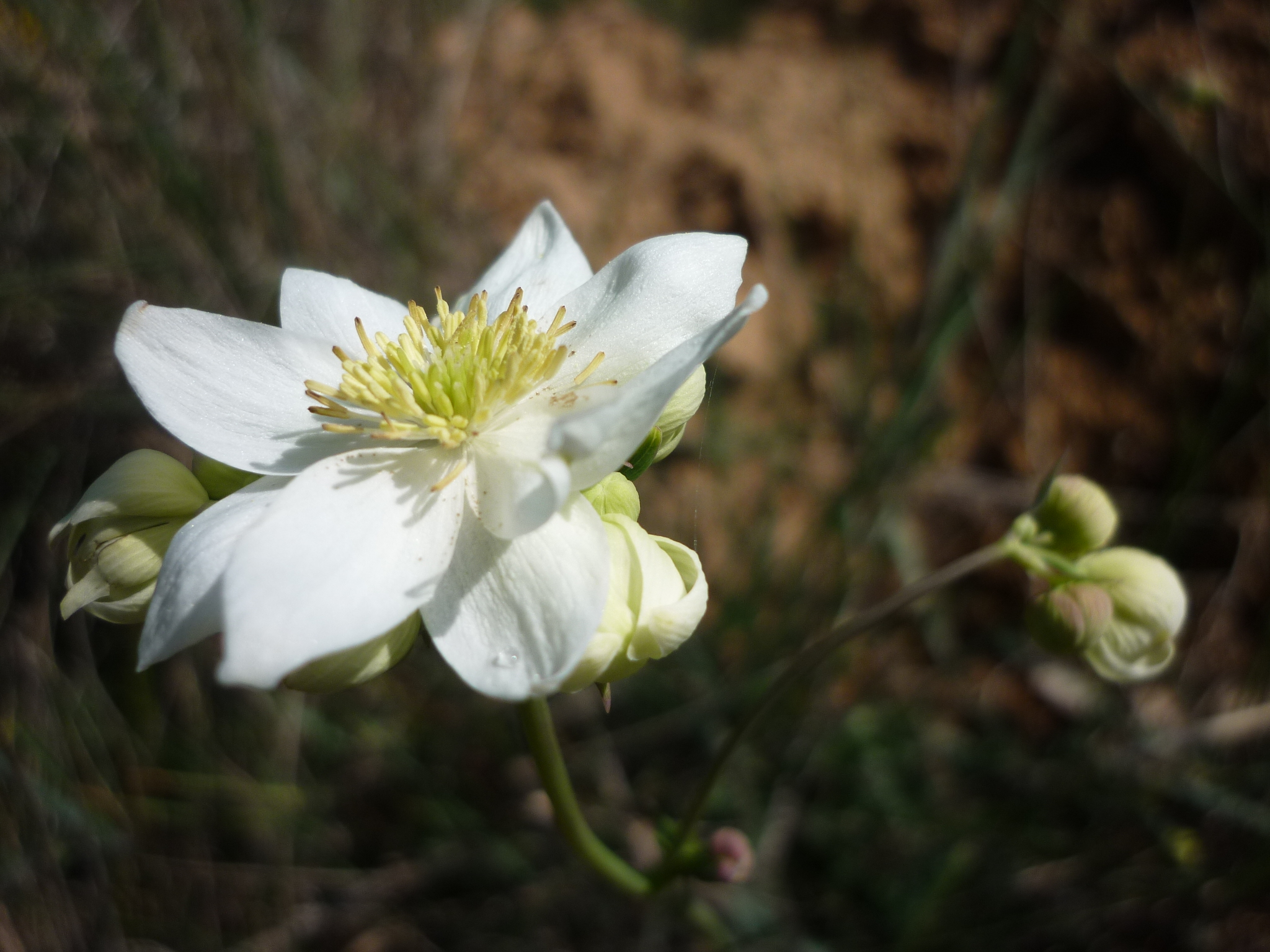
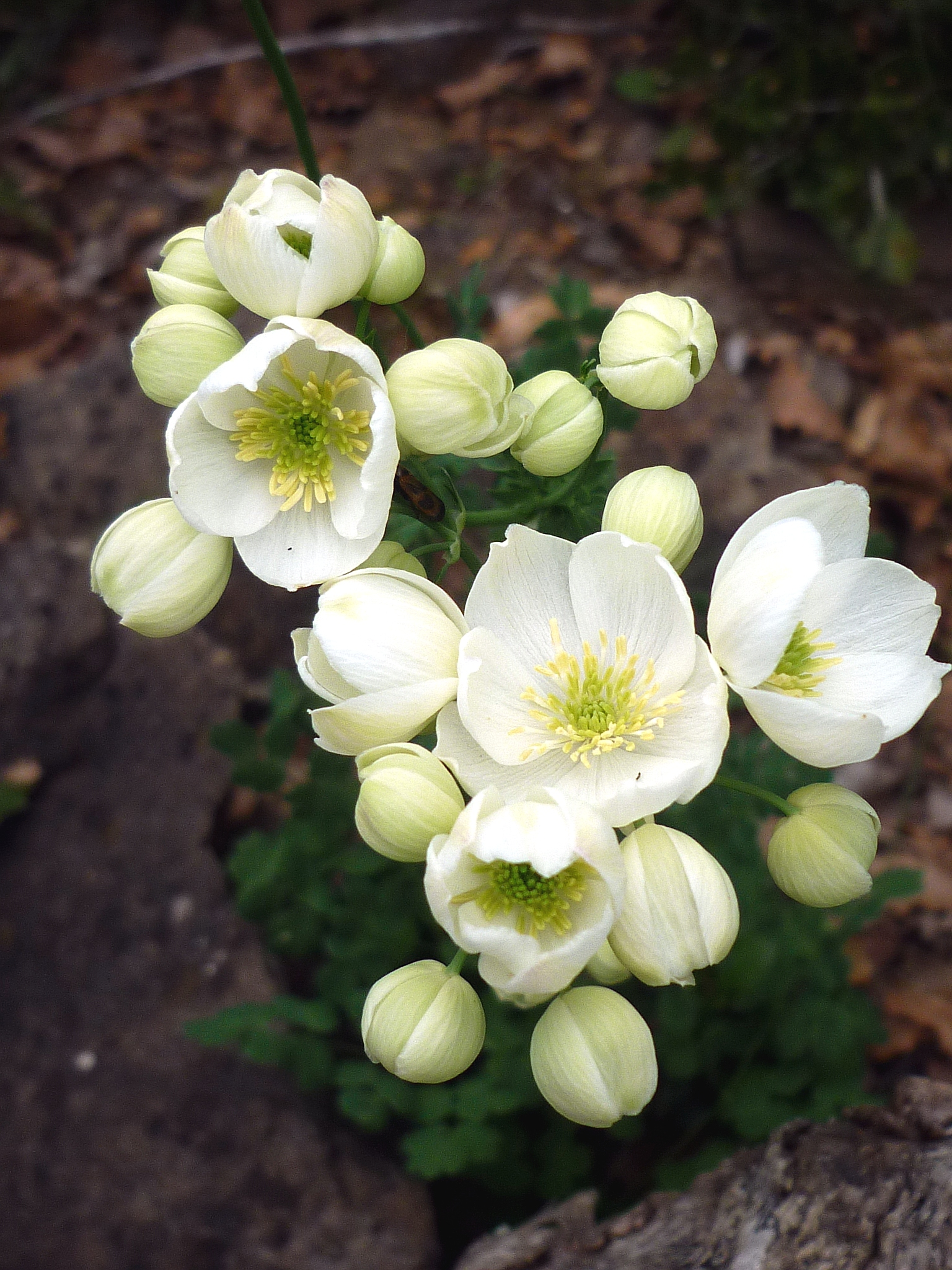
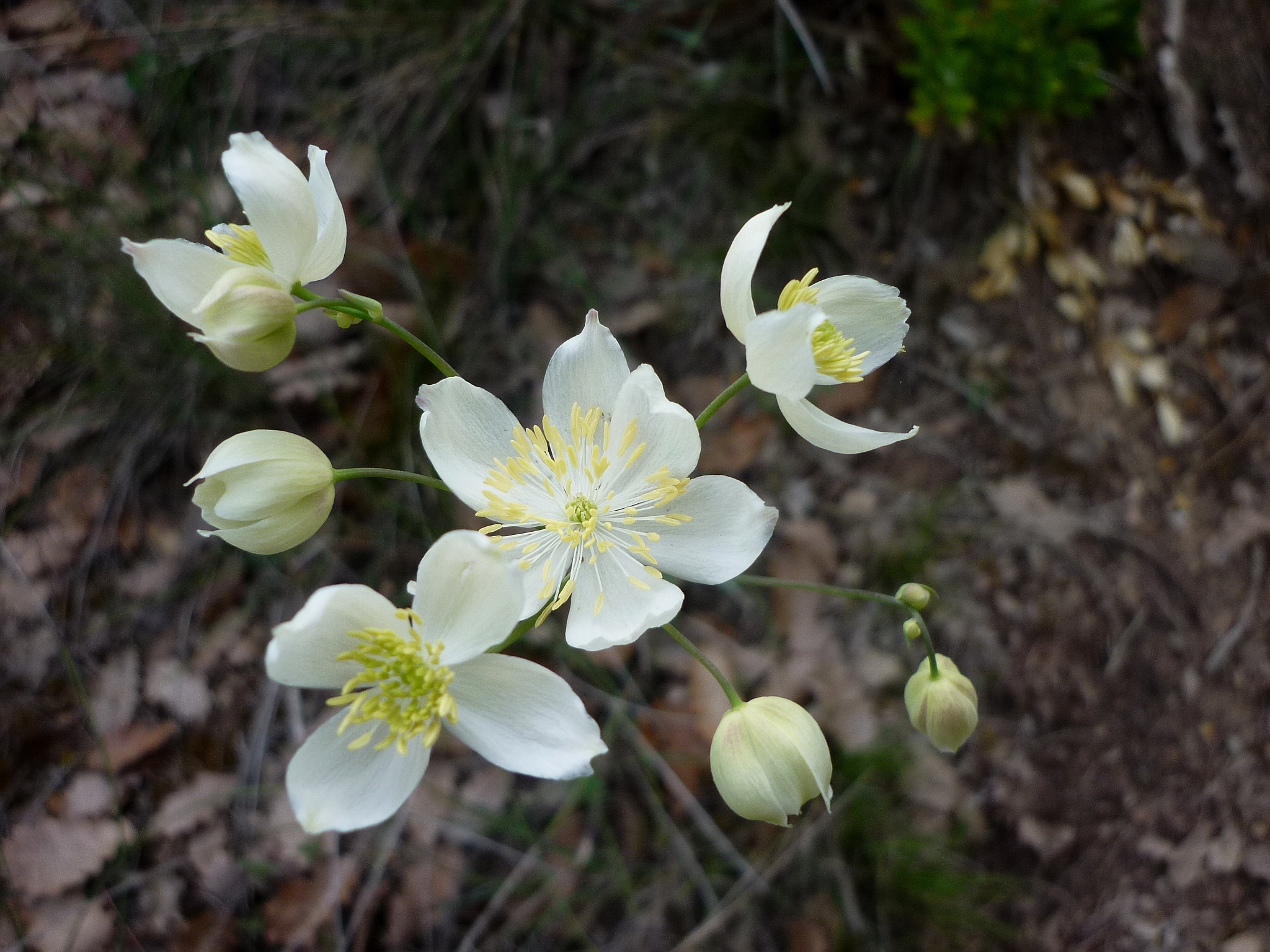